# Aletopus imperialis
Aletopus imperialis är en fjärilsart som beskrevs av Jordan 1926. Aletopus imperialis ingår i släktet Aletopus och familjen nattflyn. Inga underarter finns listade i Catalogue of Life.